# Thierry Drapeau
 (août 2013).
Thierry Drapeau, né à Nantes en Loire-Atlantique, le 1er juillet 1966 est un grand chef de cuisine français.  

## Parcours professionnel
Thierry Drapeau est passionné par la cuisine depuis son plus jeune âge grâce à son père : « Mon père était un cuisinier du dimanche. Il passait sa journée à cuisiner des bons produits achetés du marché. » Thierry s'intéresse pour sa part plus à la décoration des plats qu'à leur confection. Thierry Drapeau effectue son apprentissage chez M. Lann, au restaurant « Le Central » au Guilvinec, puis chez M. Thomas, au « Le Manoir de la Comète » (1 étoile Michelin) à Saint-Sébastien sur Loire.
En 1984, il se perfectionne au restaurant « La Truffe Noire » (1 macaron Michelin) à Neuilly-sur-Seine en tant que commis de cuisine puis devient 1er commis de cuisine au « Grand Véfour » de Monsieur Signoret à Paris en 1986. À 21 ans, il est chef de partie au restaurant « Le Bateau Ivre » au Bourget du Lac, deux étoiles Michelin, de Jean-Pierre Jacob. L'année suivante, dans le deuxième restaurant étoilé de M. Jacob, à Courchevel, il passe second de cuisine.
En 1990, à Rouen, chez Gilles Tournadre, au Restaurant « Gill », il est second de cuisine et y reste deux ans. Il travaille ensuite au restaurant « Le  Clos de la Violette » chez Jean-Marc Banzo à Aix-en-Provence, puis chez Gérard Clor au Restaurant « L’Escale » à Carry-le-Rouet (deux étoiles Michelin) où il occupe le poste de chef de cuisine en 1993.
En 1996, Thierry Drapeau ouvre son restaurant, « l’Auberge Robinson », aux Sables d'Olonne, classé Bib Gourmand au Guide Michelin. En 2001, il est parrainé par Gilles Tournadre et Gilles Marre de Cahors au sein du club des Jeunes Restaurateurs d’Europe.
En 2004, Thierry Drapeau est finaliste du concours des Meilleurs ouvriers de France. 

### Restaurant Thierry Drapeau à la Chabotterie
En 2004, Thierry Drapeau a ouvert sur le site historique du Logis de La Chabotterie, dans la commune de Saint-Sulpice-le-Verdon, un restaurant gastronomique. En février 2005, six mois après son ouverture, le restaurant reçoit sa première distinction au Guide Michelin, dans la catégorie « espoirs » pour une étoile. En 2006, le restaurant obtient sa première étoile au Guide Michelin. En mars 2010, le Guide Michelin lui décerne l'Espoir pour la deuxième étoile.
Le 28 février 2011,  le restaurant de Saint-Sulpice-le-Verdon obtient sa deuxième étoile,. Thierry Drapeau devient le premier chef à obtenir deux étoiles au Guide Michelin en Vendée,. Le 7 août 2013, il ouvre l’hôtel le Domaine de la Chabotterie, dans lequel il investit près de 3 millions d'euros et qui sera classé Relais château un an plus tard. Le 5 novembre 2014, l'hôtel est mis en redressement judiciaire, entraînant alors des rumeurs de départ du chef étoilé vers la Thaïlande. 
Le 21 janvier 2019, Thierry Drapeau perd la deuxième étoile qu'il avait obtenue huit ans plus tôt,. En mars 2020, il ferme précipitamment son restaurant et hôtel et quitte la France pour l'Asie. Ce départ a fait l'objet de nombreuses critiques, le chef ayant prévenu son personnel tardivement et n'ayant pas pris soin de prévenir ni la commune, ni ses clients,,, même ceux ayant déjà réservé et versé un acompte,. Sur sa page Facebook, Thierry Drapeau explique notamment avoir décidé de quitter la France pour rejoindre le Vietnam, pays dont est originaire sa compagne.